# Hermann Kessemeier
Hermann Kessemeier (* 1890 vermutlich in Dortmund; † 1964 in Dortmund) war ein deutscher Architekt.

## Leben
In den 1930er und 1940er Jahren war er Presbyter der St.-Marien-Gemeinde in Dortmund. Nach dem Zweiten Weltkrieg wurde er selbständiger Architekt.

## Werk
In den neunzehn Jahren seines Schaffens als Architekt konnte er zahlreiche Projekte, vor allem für die evangelische Kirche, verwirklichen. Dazu zählten Kirchen, Kindergärten, Pfarrhäuser usw. Zudem war er für den Wiederaufbau bekannter Kirchen in Dortmund zuständig: Marien-, Dreifaltigkeits- und Petrikirche.
| Personendaten    | Personendaten       |
| ---------------- | ------------------- |
| NAME             | Kessemeier, Hermann |
| KURZBESCHREIBUNG | deutscher Architekt |
| GEBURTSDATUM     | 1890                |
| GEBURTSORT       | unsicher: Dortmund  |
| STERBEDATUM      | 1964                |
| STERBEORT        | Dortmund            |